# Gévay-Wolff Lajos
Gévay-Wolff Lajos (Rábapordány, 1870. szeptember 25. – Sopron, 1963.) magyar köztisztviselő, Sopron vármegye alispánja 1920–1938 között.

## Élete

### Korai évek
1870. szeptember 25-én született a Sopron vármegyei Rábapordányban, Wolff Lajos néven. Apja, idősebb Wolff Lajos (1833–1913) a herceg Esterházy család rábapordányi uradalmának tiszttartójaként működött; édesanyja Bubics Mária (1845–1921) volt. A szülők unokatestvérek voltak, mindketten az egykori Gévay család leányági leszármazottai, amely család a hagyomány szerint a 17. századtól német-római birodalmi nemességgel rendelkezett. 1868 novemberében kötöttek házasságot Komáromban.
Lajos a család elsőszülöttje volt, akit még három testvér követett: 1872-ben Wolff Károly – aki később a Zichy-család nagylángi, majd móri uradalmának lett a tiszttartója –, 1874-ben Wolff Nándor, aki a Vallás- és Közoktatásügyi Minisztérium osztálytanácsosa, majd államtitkára lett, 1877-ben pedig Mária, aki fiatalon elhunyt.
A győri bencés gimnáziumban érettségizett, majd a győri jogakadémián és a budapesti egyetemen végzett jogi tanulmányokat. 1891. szeptember 1-jén közigazgatási gyakornokként állt vármegyei szolgálatba a soproni vármegyeházán. Ugyanazon év decemberétől már a kismartoni szolgabíró helyettesévé tették meg, miután pedig Abafi János szolgabíró súlyos betegsége folytán megüresedett az ottani szolgabírói állás, egyedüli pályázóként 1892. szeptember 26-án közfelkiáltással választotta meg a vármegyei közgyűlés kismartoni szolgabíróvá.

### Főszolgabírói működése
1897-ben nyugdíjazás folytán megüresedett a kismartoni főszolgabírói tisztség is, ezért a törvényhatósági bizottság közgyűlése 1897. október 11-én Wolff Lajost választotta meg a főszolgabírói állásra. Mint újonnan megválasztott főszolgabíró, 1898. május 10-én feleségül vette Saffin Vilmos huszárezredes lányát, Corponi Saffin Mariannt. Házasságukból két gyermek született; Aladár 1899-ben, és Mária 1900-ban.
Főszolgabíróként egyik fő feladatának a közlekedés fejlesztését tekintette. Kimutatásokat készített az utak állapotáról, korszerűsítette és rendszeresen javíttatta a községi utakat, sőt azok minőségét a törvényhatósági utakéval egy színvonalra emelte. 1905-ben Fejérváry Géza kormányalakítása után, a vármegye többi tisztviselőjével együtt részt vett a parlamenten kívüli kormány intézkedéseinek szabotálásában: felügyelte, hogy a községek ne fizessék be az adót és az újoncozást is megakadályozta. 1910 után Kismartonban járási székház építésébe kezdett, mely beruházás azonban éveken át elhúzódott, egészen 1914-ig.
Az első világháború idején jelentősen megnövekedtek a feladatai. A bevonult katonák családjának segélyezése és érdekében minden településen helyi bizottságokat szervezett a népjóléti intézkedésekre, majd azok révén gyűjtéseket szervezett a fronton lévők és családjaik részére. Hálátlan teendőként rá hárult a rekvirálás irányítása is, aminek azonban igyekezett mégis teljes energiájával megfelelni, és – a korabeli méltatások szerint – úgy tudta ezt a kényes feladatot úgy megoldani, hogy nem terhelte túl a lakosságot, de közben a hadsereg igényeit is kielégítette. 1917-ben őt bízták meg a csornai és a kapuvári járásban is a rekvirálással, amit igyekezett tapintattal végezni.
1917-ben, 25 éves szolgálati jubileuma alkalmából a kismartoni járás minden egyes községe díszpolgárává avatta, 1918. január 26-án pedig IV. Károlytól megkapta a II. osztályú polgári hadi érdemkeresztet. A rekvirálások terén kifejtett munkásságát dicséri az is, hogy 1918 nyarán ¬ a Soproni Napló híradása szerint – a kismartoni járás a közélelmezés tekintetében az egyike volt az ország legjobban ellátott járásainak.
1918-ban két fivérével együtt nemességért folyamodott IV. Károly királyhoz, aki ugyanazon év augusztusában magyar nemességet adományozott nekik és jóváhagyta a számukra a Gévay-Wolff kettős név használatát, a rábapordányi előnévvel. Szintén abban az évben kísérletet tett az alispáni poszt megszerzésére, de tervét az őszirózsás forradalom akkor még meggátolta. Hivatali tisztségeit a tanácsköztársaság idején is megtartotta, politikailag semleges magatartást tanúsítva, így a kommün bukása után vele szemben indított vizsgálat semmi kifogásolni valót nem talált a munkavégzésében.

### Alispáni időszaka

#### A soproni népszavazásig
Sopron vármegye törvényhatósági bizottsága 1920. augusztus 18-án jelentős szavazattöbbséggel (három jelölt közül, 317-ből 201 szavazattal) választotta meg az alispáni tisztségre, bizonyára figyelembe véve, hogy az egész megyében neki volt az egyik leghosszabb (akkor már 29 éves) közigazgatási gyakorlata, és országosan elismert közigazgatási szakembernek számított.
Alig egy évvel az alispánná választása után súlyos feladat hárult rá: a trianoni békeszerződés értelmében a vármegyei hivatalokat el kellett költöztetni Sopronból. A város átadását 1921. augusztus 29-én 16 órára tűzték ki, a költöztetésre pedig kevesebb, mint két héttel azelőtt, augusztus közepén kapott felszólítást. Az általa irányított tisztségviselők a rövid határidő ellenére, augusztus 27-ig be is fejezték a vármegyei hivatalok kiürítését: az alispáni hivatalt Kapuvárra, a levéltárt Eszterházára, az árvaszéket pedig Csornára költöztették, minden irattal és hivatali felszereléssel együtt.
Az átköltöztetett hivatalok augusztus 29-én már működtek, de a megyei levéltár kevésbé volt szerencsés: iratanyagát ömlesztve szállították át Eszterházára, ott pedig egy magtár padlásán halomba dobálva helyezték el. A következő időszakban az alispán heti 1 vagy 2 hivatalos napot tartott Sopronban, csak a főjegyző maradt állandó jelleggel a városban. Az elcsatolt területek átadása formálisan meg is történt, az alispán ennek ellenére igyekezett fenntartani a hivatalos kapcsolatot az ott maradt magyar közigazgatási szervekkel, jobbára sikerrel. Bizonyos mértékig még a soproni népszavazás kampányában is részt vett, részben ez lehetett az alapja az osztrák fél ezzel kapcsolatos kifogásainak.
Miután a népszavazás magyar szemszögből sikerrel járt – hiszen az átcsatolt terület településein élők többsége amellett szavazott, hogy lakóhelyük továbbra is Magyarországhoz tartozzék – 1922. január 10-én a vármegye rendkívüli ünnepi közgyűlést tartott. Ezen az ünnepi beszédet Gévay-Wolff Lajos tartotta, aki a vármegyét ért veszteségek értékelése után kiemelte a népszavazás sikerét, illetve további, jövőbeli revízió szükségességéről is beszélt, bejelentve, hogy dolgozni is fog ezért. A közgyűlés jegyzőkönyvében is rögzítették mások mellett Gévay-Wolff és az irányítása alatt állt megyei tisztikar érdemeit is, „mivel szinte emberfeletti munkával voltak a főispán segítségére az 1921-es évben”.

#### A népszavazást követő időszak
1922-ben a vármegye törvényhatósági bizottsága egyrészt határozatban mondta ki, hogy a trianoni döntés által elszakított területekről nem mond le, azokat jogilag továbbra is a vármegye szerves részének tekinti; másrészt viszont kényszerűen meghajol az erőhatalom előtt és számol a tényleges állapottal. Ennek értelmében utasította az alispánt, hogy a magyar határokon belül maradt területrészek számára dolgozzon ki a kialakult viszonyoknak megfelelő, új közigazgatási beosztást. Tervezetét a közgyűlés el is fogadta, így a csonka soproni járást némileg megnövelték a kapuvári és a csepregi járásból átsorolt községekkel.
Február első felében megkezdték a főbb hivatalok visszaköltöztetését Sopronba, ami egy hónapon belül meg is történt, sőt az alispáni hivatal már a hónap vége előtt újra a régi helyén működött. Gévay-Wolff a vármegyeházat is rendbe hozatta, mely a korábbi években jelentősen megrongálódott. A népszavazás első évfordulóján Horthy Miklós kormányzó is felkereste Sopront, majd látogatása végén Horthy személyesen köszönte meg az alispánnak a vármegye részéről iránta megnyilvánult bizalmat.
1923-ban Gévay-Wolff komolyan megbetegedett és csak 1924 végére épült fel, de betegsége alatt is igyekezett ellátni hivatali feladatait. Többször tartott értekezletet a főszolgabíróknak és más központi tisztviselőknek, megtárgyalva velük a közigazgatási reformmal kapcsolatos teendőket.
A trianoni határmódosítással Sopron vármegye érzékeny veszteségeket szenvedett el addig prosperáló gazdasági életét illetően, ezért az alispán a konszolidáció egyik fő feladatának tartotta a gazdaság fejlesztésének elősegítését. Igen sokat tett a Sopronvármegyei Gazdasági Egyesület újraélesztéséért, az állattenyésztés színvonalának emeléséért, sőt a rászoruló lakosság közvetlen megsegítéséért, ínségenyhítő akciók keretében. Utóbbiak mozgalmát még 1922-ben kezdeményezte Horthy kormányzó közadakozásból, és bár a közigazgatás ilyen tevékenysége 1924-ben megszűnt, a többé-kevésbé normális állapotok helyreállásával, 1929-től újra szükségessé vált a gazdasági világválság miatt.
A húszas évek második felétől új feladatok egész sorával találta szembe magát az alispán és az általa irányított vármegyei törvényhatóság. Ilyen volt például az elértéktelenedett pénzalapok pótlása, a közegészségügy fejlesztése, a szociális intézmények támogatása, a leromlott közúthálózat helyreállítása és fejlesztése, illetve az állategészségügy javítása. Komoly veszélyt jelentett a vármegyére ugyanakkor a Rába 1925-ös áradása: a mentés és az árvízvédelem  megszervezésében, illetve a közmunkára való mozgósításban is sok teendő hárult az alispánra. Ugyanabban az évben elérte nyugdíjjogosultság korhatárát, ő azonban gondolni sem kívánt még a nyugdíjba vonulásra. Sőt, további hivatalviselése mellett is jogosult lett volna nyugdíjra a fizetésén felül, de arról is lemondott, és tovább fizette a nyugdíjjárulékot.
Az 1920-as évek második felében kimagaslóan nagy összegű angol beruházási kölcsönt szerzett a vármegye számára, és sikerült meggyőznie a törvényhatósági bizottságot, hogy az így szerzett pénzt első látszatra improduktív beruházásokra: út- és hídépítésekre, illetve a kapuvári kórház fejlesztésére használhassa fel. A döntéshozók belátták ugyanis, hogy az ilyen és hasonló infrastrukturális beruházások – köztük a községek villamosítása, telefonhálózat kiépítése – a vármegye gazdasági versenyképességének javítását szolgálják. A kölcsönnek köszönhetően ráadásul nem volt szükség adóemelésre, sőt még csökkenteni is lehetett a lakosságnak nagy terhet jelentő közmunkaváltság mértékét.
Az 1929-es évtől jelentősen átalakult a törvényhatósági bizottságok összetétele: lecsökkent a létszámuk – ezen belül is különösen a virilistáké –, ugyanakkor nőtt a választott tagok aránya. Sopron vármegye új törvényhatósági bizottsága 1929. december 10-én ült össze és tisztviselő-választással kezdte meg működését, mivel a korábban választott tisztviselők mandátuma lejárt, illetve Gévay-Wolff alispán lemondott. Az új választás viszont általában nem hozott személyi változást, mert a legtöbb posztra az azt addig betöltők jelentkeztek egyetlen jelöltként, az alispán is Gévay-Wolff maradt, egyhangú közfelkiáltással. Programbeszédében a községi háztartások takarékos gazdálkodásának szigorú ellenőrzését emelte ki elsődleges fontosságúként, ugyanakkor arra is felhívta a figyelmet, hogy a takarékosság nem mehet a fejlődés rovására.

#### A gazdasági világválság
A gazdasági világválság hatásai 1929-30 körül elérték Sopron vármegyét is, miután pedig a lakosság zöme mezőgazdasággal foglalkozott, a válságot különösen megérezte a vármegye élete. A közigazgatás feladatai közt egyre több szólt a szociális problémák megoldásáról, a községek működőképességének megőrzéséről. Sok helyen 100%-osnál is nagyobb pótadó kivetését tervezték, amit azonban az alispán nem engedélyezett: minden falut felkeresett egy bizottság élén, és a helyszínen újratárgyaltatta a költségvetéseket.
Sokat tett az alispán a nehéz helyzetben levő gazdálkodók érdekében is. Bevezette a kamatmentes vetőmagkölcsönt, vetőburgonya-kiosztási akciókat szervezett és a gyámpénztár pénzfeleslegeiből megszervezte alacsony kamat és kedvező fizetési feltételek mellett mezőgazdasági hitelek nyújtását. Foglalkoznia kellett a munkanélküliség egyre súlyosabb problémáival is, de e téren ellenezte a pénzbeli segélyezést, helyette igyekezett munkaalkalmakat teremteni – például a községi útépítéseknél – és bizonyos közmunkáért ínséglisztet juttatott.
Gazdaságvédelmi intézkedései révén elérte, hogy a világválság utolsó időszakára az egész országban Sopron vármegyében volt a legalacsonyabb a háztartási célokra kivetett pótadó mértéke, illetve a belügyminisztérium a vármegye költségvetését 1932/33-ban normának fogadta el. Vezetésével a vármegye 1935-re sikeresen kilábalt a gazdasági válságból.

#### Alispánságának utolsó évei, nyugdíjba vonulása
A következő években nagy lendületet vett a vármegye községeinek villamosítása, ami már 1928-tól folyamatosan tervben volt, de csak ekkor indult meg igazán. Két Rába-híd is felépült ekkor Gévay-Wolff irányításával, Rábakecskédnél és Bodonhelynél. Az 1935-ös országgyűlési választásokon az alispán az országgyűlési képviselőségért is elindult a csornai kerületben, de mivel a pártpolitikától mindig aránylag távol tartotta magát, nem jutott mandátumhoz.
1937-ben megüresedett a vármegye főispáni posztja, s a tisztséget Hőgyészy Pál korábbi főjegyző – Gévay-Wolff Lajos korábbi beosztottja és barátja – kapta meg. Felmerülhet a kérdés, hogy miért nem az alispánt nevezték ki, de ennek legfőbb oka valószínűleg Gévay-Wolff Lajos idős kora és csekély pártpolitikai beágyazottsága volt. Ráadásul hatalmas közigazgatási rutinja még 67 évesen is szinte pótolhatatlanná tette az alispáni tisztségben: bár 1937 végére aktuálissá vált a nyugdíjazása, a vármegyei közgyűlés még további egy évig visszatartotta őt a szolgálatában.
A törvényhatósági bizottság közgyűlése Gévay-Wolff Lajost 1938. október 1-jétől nyugdíjazta, egyúttal közfelkiáltással a vármegye törvényhatósági bizottságának örökös tagjává választotta. Nyugdíjba vonulásakor számos újságcikk méltatta pályafutását és érdemeit; Csatkai Endre művészettörténész a kultúra iránti elkötelezettségéről írt, Teleki Pál vallás- és közoktatásügyi miniszter pedig elsősorban az iskolán kívüli népművelésben elért eredményeiért mondott köszönetet. Utódja az alispáni tisztségben Czillinger József soproni járási főszolgabíró lett.
Az alispánnak még életében meg kellett tapasztalnia munkássága értékelésének gyökeres átalakulását. Az 1940-es évek végén megpróbálták csökkenteni a nyugdíját, munkásságát pedig a hatalom képviselői igyekeztek feledésbe süllyeszteni, vagy negatív színben láttatni. A rendszerváltás után azonban ez az egyoldalúság megszűnt, egy ideje már a szülőfalujában utcanév, illetve két emléktábla is őrzi az emlékét, az egykori tanítói lakáson és az általános iskola épületén.

## Elismerései
- Koronás bronzérem a mételykór elleni védekezésben való munkájáért (1928).
- II. osztályú magyar érdemkereszt az önkormányzati igazgatás terén kiváló buzgalommal teljesített szolgálatai elismeréséül (1930).
- Koronás aranyérem a több mint 4 évtizedes közszolgálata alatt szerzett érdemeiért (1939).